# Sufit

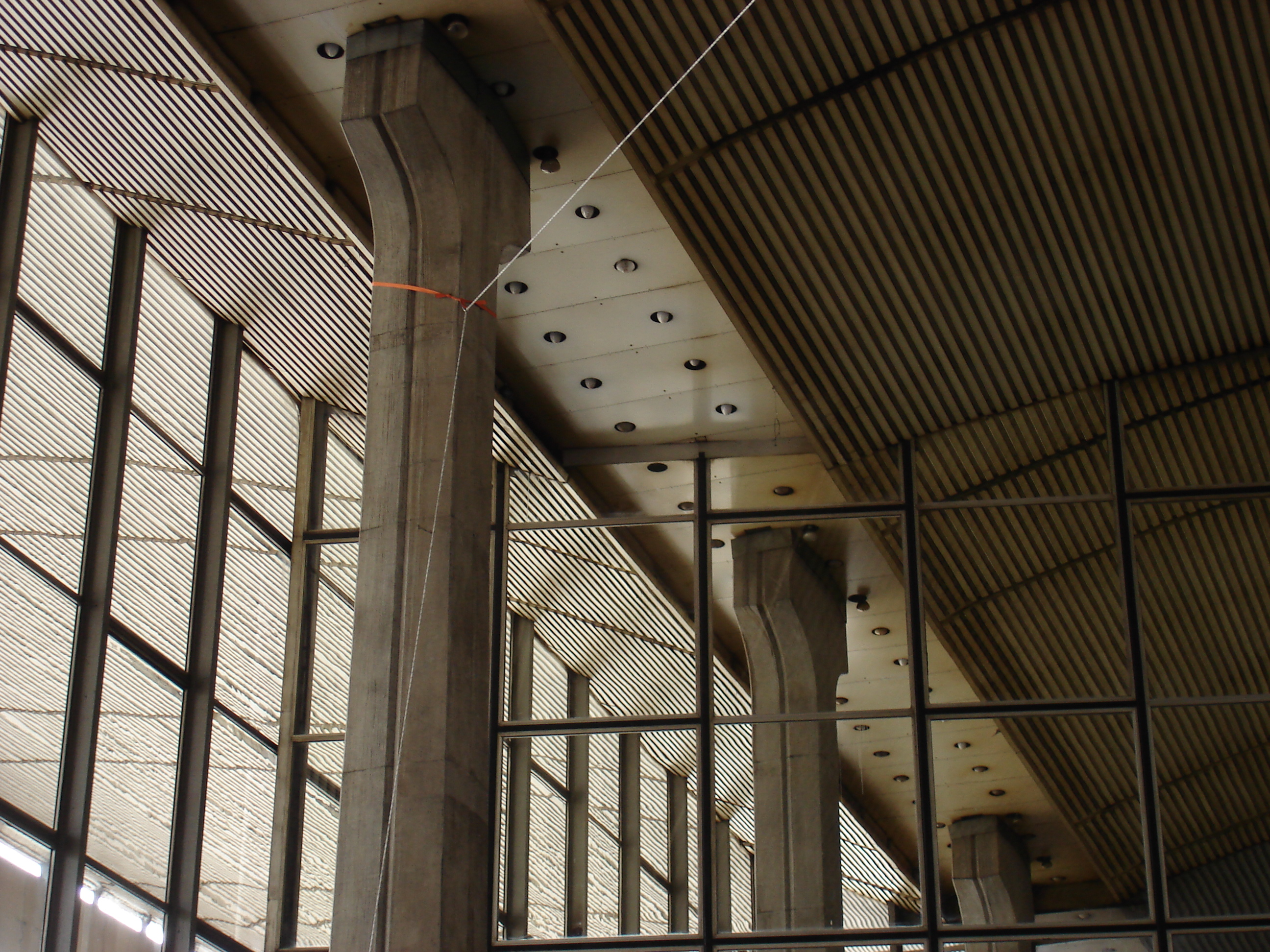
Sufit aluminiowy w architekturze modernizmu na Dworcu Centralnym w Warszawie (1975). W suficie zainstalowano urządzenia takie jak oświetlenie, wentylacja i połączono go ze szklanymi ścianami kurtynowymi.

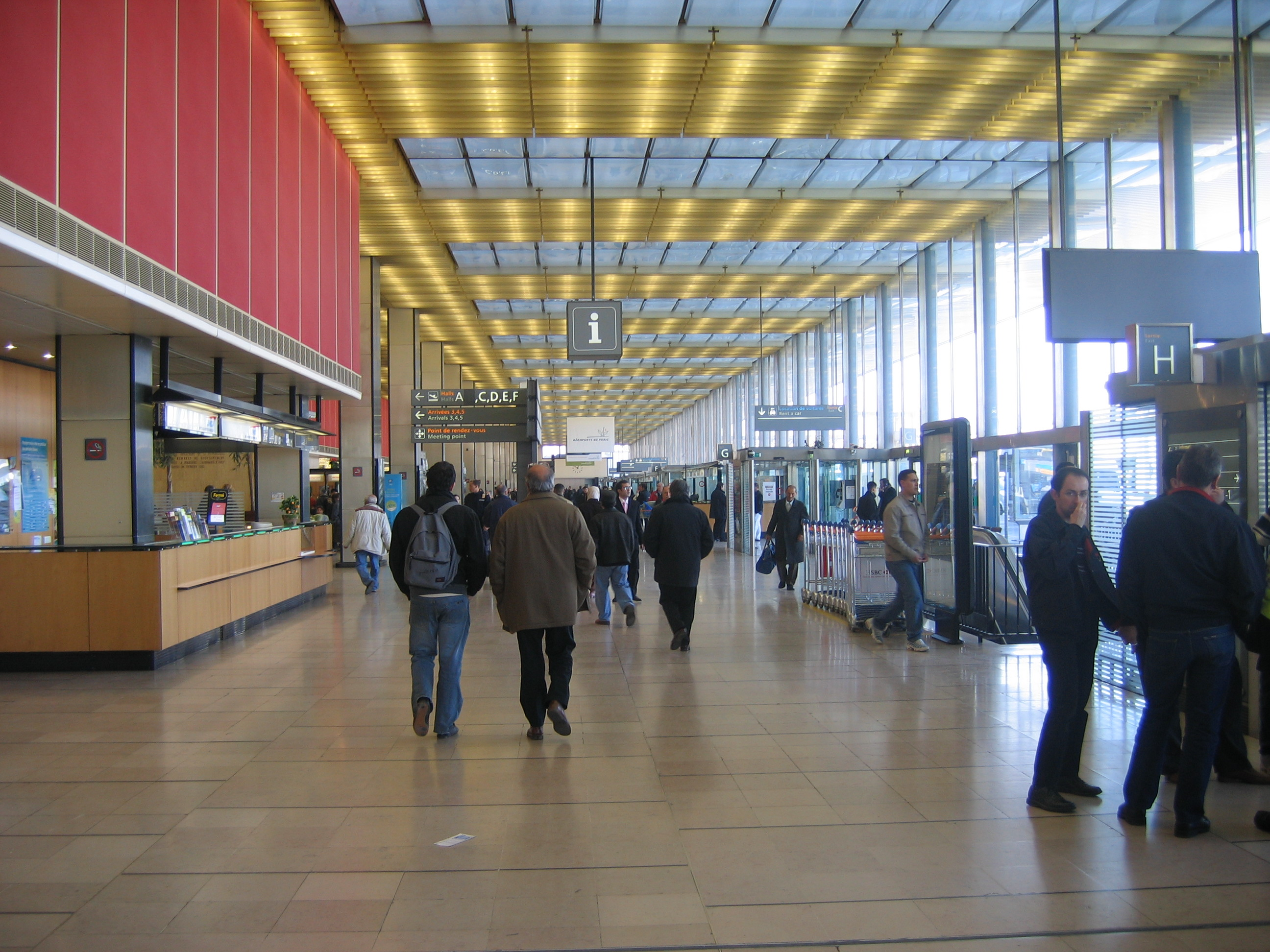
Sufit podwieszany wykonany z aluminiowych żyletek z podświetleniem, jako wygłuszenie i dekoracja architektoniczna lotniska Paryż-Orly (1961).

Sufit – dolna, widoczna z pomieszczenia część stropu, wyprawiona najczęściej tynkiem lub pokryta innego rodzaju wykończeniem.
Sufit podwieszany – sufit o lekkiej konstrukcji, umieszczony poniżej stropu, aby utworzyć np. specjalną przestrzeń (tzw. przestrzeń technologiczna) na instalacje. Bywa też montowany z innych powodów np. dekoracja, wygłuszenie lub obniżenie wysokości pomieszczenia. Najczęściej stosowany w obiektach użyteczności publicznej. Sufit podwieszany bywa wykonany z płyt gipsowo-kartonowych, na lekkiej konstrukcji stalowej ocynkowanej, mocowanej do stropu wieszakami, lub w przypadku gdy nie ma stropu, bezpośrednio do konstrukcji więźby dachowej. Stosowane są także tzw. rozwiązania systemowe, czyli sufity opracowane i kompletowane przez poszczególnych producentów. Oparte są na zasadzie: lekka konstrukcja nośna montowana do elementów stałych (konstrukcyjnych) budynku i widoczne z pomieszczenia wypełnienie w postaci płyt, kaset, listew. Lekka konstrukcja składa się z szeregu profili nośnych mocowanych przy pomocy wieszaków. Liniowy układ profili nośnych krzyżuje się z dodatkowymi profilami, które mogą być widoczne na powierzchni sufitu. Pomiędzy profilami montowane są płyty np. z wełny mineralnej pokryte fakturą (zazwyczaj każdy z systemów proponuje cały szereg typów faktur do wyboru). Zamiast płyt z wełny stosowane są także kasety z blachy pełnej lub perforowanej, tworzyw sztucznych itp. 
W suficie podwieszonym możliwe jest zamontowanie oświetlenia i elementów wentylacji lub klimatyzacji.
Innym rodzajem sufitu montowanego poniżej dolnej powierzchni stropu lub konstrukcji dachu jest tzw. sufit napinany. W tym rozwiązaniu, powłokę z folii (np. PCW) mocuje się do listew instalowanych na ścianach bocznych pomieszczenia.
Zgodnie z obowiązującymi przepisami wolno stosować tylko sufity niepalne i niestanowiące zagrożenia podczas pożaru (niekapiące). Jest to wymóg dotyczący materiału i faktury pokrywającej jego powierzchnię.